# Yusuf Efendioğlu
Yusuf Efendioğlu (* 1. Juli 1989) ist ein türkischer Fußballspieler.

## Karriere
Efendioğlu spielte ab Juni 2000 im Nachwuchs des SC St. Valentin. 2002 wechselte er zum FCU Strengberg, bei dem er später auch in der Kampfmannschaft spielte. Im Jänner 2008 kehrte er zu St. Valentin zurück und kam in 25 von 26 möglich gewesenen Ligapartien als Stammspieler in der Offensive zum Einsatz. Dabei gelangen ihm 28 Treffer, mit denen er am Saisonende Torschützenkönig der achtklassigen 2. Klasse Nordost wurde. Mit dem SC St. Valentin wurde er am Ende mit zwei Punkten Rückstand auf den SC St. Georgen an der Gusen Vizemeister.
Zur Saison 2009/10 wechselte er zum sechstklassigen SV Wallern. Mit Wallern stieg er zu Saisonende aus der Bezirksliga in die fünftklassige Landesliga auf. Zur Saison 2010/11 schloss er sich dem viertklassigen ASKÖ Donau Linz an.
Sein Debüt in der OÖ Liga gab er im August 2010, als er am ersten Spieltag jener Saison gegen den SV Bad Ischl in der Startelf stand und in der 59. Minute durch Alexander Steinkellner ersetzt wurde. In jenem Spiel, das Donau Linz mit 4:0 gewann, erzielte Efendioğlu zwei Treffer.
In seinen fünf Jahren bei Donau Linz kam er in 134 Spielen in der OÖ Liga zum Einsatz und erzielte dabei 64 Tore. In der Saison 2012/13 war er mit 18 Treffern hinter Rudolf Durkovic zweitbester Torschütze der Liga.
Zur Saison 2015/16 wechselte er zum Regionalligisten SK Vorwärts Steyr. Im Juli 2015 absolvierte er sein erstes Spiel in der Regionalliga, als er am ersten Spieltag jener Saison gegen die SPG FC Pasching/LASK Juniors in der Startelf stand. In jenem Spiel, das Steyr am Ende 2:1 gewinnen konnte, erzielte Efendioğlu das Tor zum Endstand.
2018 stieg er mit Steyr in die 2. Liga auf. In der Aufstiegssaison 2017/18 erzielte er in 29 Spielen 32 Tore und wurde damit Torschützenkönig der Regionalliga Mitte; ein Jahr zuvor war er mit 23 Treffern noch an der dritten Stelle der Torschützenliste der Regionalliga Mitte gestanden. Im Juli 2018 debütierte er in der zweithöchsten Spielklasse, als er am ersten Spieltag der Saison 2018/19 gegen die SV Ried in der Startelf stand und in der 88. Minute durch Rexhe Bytyçi ersetzt wurde.
Zur Saison 2019/20 kehrte er zum viertklassigen SV Wallern zurück; dieser spielte zu dieser Zeit gerade in einer Spielgemeinschaft mit dem TSV St. Marienkirchen bei Schärding als SPG Wallern / St. Marienkirchen. Nach zwei Spielzeiten in der OÖ Liga, die beide aufgrund der COVID-19-Pandemie vorzeitig abgebrochen wurden, wechselte Efendioğlu eine Spielklasse tiefer zur Union Dietach. Bei den Traunviertlern brachte es der gebürtige Türke auf 15 Treffer bei 25 Meisterschaftseinsätzen und war damit nicht nur mannschaftsinterner Torschützenkönig, sondern verhalf mit seinem Sturmpartner Denis Berisha, der es in der Saison auf 14 Tore gebracht hatte, der Mannschaft zum Meistertitel in der fünftklassigen Landesliga Ost und damit zum Aufstieg in die OÖ Liga. In der Saison nach dem Aufstieg kam Efendioğlu in 28 Ligaspielen zum Einsatz und brachte es dabei auf 22 Treffer. Die Saison beendete er mit der Mannschaft auf dem dritten Platz und war mit seinen 22 Toren hinter Denis Berisha (27 Tore) der zweiterfolgreichste Torschütze der Dietacher in dieser Saison; innerhalb der Liga belegte er Rang 4. Bis zur Winterpause 2023/24 kam der Türke in 15 Meisterschaftspartien achtmal zum Torerfolg und ist mit der Mannschaft im Rennen um den Meistertitel.